# Nordische Fußballmeisterschaft der Frauen 1977
Die Nordische Fußballmeisterschaft 1977 für Frauenfußballnationalmannschaften fand zwischen dem 8. und dem 10. Juli in Finnland statt. Den Wettbewerb, welcher zum vierten Mal ausgetragen wurde, konnte Schweden zum ersten Mal gewinnen.

## Modus
Die drei teilnehmenden Mannschaften spielten nach dem Modus „jeder gegen jeden“ den Turniersieger aus, wobei jedes Team jeweils einmal gegen jedes andere spielte. Die Mannschaft, die nach Abschluss aller Spiele die meisten Punkte beziehungsweise bei Punktgleichheit das bessere Torverhältnis aufwies, wurde Turniersieger.

## Spielergebnisse
| Pl. | Land     | Sp. | S | U | N | Tore    | Diff. | Punkte |
| --- | -------- | --- | - | - | - | ------- | ----- | ------ |
| 1.  | Schweden | 2   | 2 | 0 | 0 | 005:000 | +5    | 04:0   |
| 2.  | Dänemark | 2   | 1 | 0 | 1 | 001:100 | ±0    | 02:20  |
| 3.  | Finnland | 2   | 0 | 0 | 2 | 000:500 | −5    | 0:40   |

|                            |   |          |     |
| 8. Juli 1977 in Mariehamn  |   |          |     |
| Finnland                   | – | Schweden | 0:4 |
| 9. Juli 1977 in Mariehamn  |   |          |     |
| Dänemark                   | – | Schweden | 0:1 |
| 10. Juli 1977 in Mariehamn |   |          |     |
| Dänemark                   | – | Finnland | 1:0 |

## Torschützenliste
| Platz | Spieler               | Tore |
| ----- | --------------------- | ---- |
| 1     | Ann-Kristin Lindqvist | 02   |
| 2     | Anne Grete Holst      | 01   |
| 2     | Susanne Erlandsson    | 01   |
| 2     | Birgitta Söderström   | 01   |
| 2     | Pia Sundhage          | 01   |